# カギっこ
『カギっこ』は、山口舞子による日本の4コマ漫画。『まんがライフMOMO』『まんがライフオリジナル』（竹書房）誌上で連載された。

## 概要
花村みつはカギっこ暦6年。お仕事を頑張るお母ちゃんが留守の間、しっかりと花村家を守っています。お母ちゃんが大好きなみつと、親バカなお母ちゃんの心温まる家族愛を描いた4コマ漫画。毒が無く、ハートフルな話が詰まっていることが特徴の作品。
『まんがライフMOMO』・『まんがライフオリジナル』誌上で（共に竹書房）連載された。単行本は全3巻。

## 登場人物
花村みつ
花村家の鍵を預かるしっかり者。でも、時々うっかり者でちょっとドジなところも。
カギっこ暦6年の12歳。
お母ちゃんが大好きな中学生で、カギっこ暦が長いためか家事全般が得意。
お母ちゃんの作る雑貨も大好きで、タンスの中には「ぬいぐるみ専用スペース」もあり、そこでパワーをチャージたりする。
鍵の身につけ方や開け方にバリエーションを付けるなど、カギっこならではの一人遊びが得意。
お母ちゃんと違い、手先は不器用。運動も苦手。
長いカギっこ暦のためか、カギが「大事です！！」と言い切るほどで、人の持つカギにも興味を示す。
まだ中学生のため、お母ちゃんの帰りが遅くなる時などに一人でいることを寂しがることもある。
怖いものが苦手だが、見たがりでもある。
母の事は「お母ちゃん」、父の事は「お父ちゃん」と呼ぶ。
お母ちゃん
みつの母親で雑貨店店長。
眼鏡を着用している。
手先が器用で、店の売り物も彼女が作った物で、みつにも様々な物を作ってはプレゼントしている。
その反面、家事は苦手。
非常に親バカで、みつの事を考えながら人形を作ると、みつ人形を無意識に作ってしまうほど。
頭の中はみつのことで一杯で、みつが他の人に懐くと嫉妬する。
なかなかのうっかりさんで、頻繁に鍵をかけ忘れる。
佳乃
みつの友達で可愛い物が大好きで、時々妄想が暴走する。
お母ちゃんの作る雑貨の大ファンでもある。自身も手芸をしている。
可愛い物を見たり想像したりすると鼻血を出す。
お父ちゃん
みつの父で故人。
みつ同様手先は不器用だった。
今は写真の中からみつとお母ちゃんを見守っている。
管理人さん
御歳92歳のみつたちの住むアパートの管理人でアパートの一階に住んでいる。
なぜか英語の発音が凄くいい。
みつを可愛がっており、頻繁に料理の差し入れをしている。みつに昔の遊びを教えたりもしている。
高齢にもかかわらず、アパートの防犯も担っており、日々アパートの平和を守っている。
桂先生
みつたちの通う学校の保健医。
登場直後にみつたちの隣に引っ越してきた。
みつに懐かれており、本人もみつを可愛がっている。
そのためお母ちゃんから嫉妬を受けることになるのだが、本人は気にしていない。
これまで自炊をしたことが無く、料理をした際はエプロンを焦がして穴をあけ、自宅から退避するほどの事態になった。
頻繁に花村家に来てはご飯をご馳走になっている。
実ちゃん
お母ちゃんの雑貨屋で働く店員。一人暮らし中。
しっかり者でお母ちゃんのストッパーでもある。
みつに会いたいがために仕事を抜けだそうとしたり、経費でみつグッズを作ったりするお母ちゃんに手を焼いている。
勿論、みつを可愛がる大人達の一人。

## 単行本
- 山口舞子『カギっこ』 竹書房〈バンブーコミックスMOMOセレクション〉、全3巻
  - 第1巻 （2007年10月27日発行） ISBN 978-4-8124-6739-8
  - 第2巻 （2008年07月27日発行） ISBN 978-4-8124-6844-9
  - 第3巻 （2009年06月10日発行） ISBN 978-4-8124-7092-3